# بالاو دي بليجامانس
بلدية بالاوْسوليتا إي بليغامانس (بالكاتالانية: Palau-Solità i Plegamans) هي إحدى بلديات مقاطعة برشلونة، والتي تقع في منطقة كاتالونيا، شرق إسبانيا.
يبلغ عدد سكانها 13.594 نسمة وفقاً لإحصائية سنة (2007).